# Потискивање
Потискивање је по Фројду, главни и најчешће коришћен механизам одбране, темељ и образац свих психичких одбрана. Састоји се у потискивању из сећања свих оних непријатних доживљаја и представа везаних за забрањене жеље, али и у активном спречавању да се појаве у свести. Овај механизам се манифестује у заборављању имена, догађаја, намера итд. Не потискују се сами нагони, већ искључиво њихови ментални представници (идеје, представе, појмови), док енергија нагона остаје слободна и трага за заобилазним путевима растерећења у омашкама, досеткама, сновима и симптомима. Сврха потискивања је прекид веза између забрањених психичких садржаја како они не би продрли у свест и утицали на понашање.